# 切奇利娅·马费伊
切奇利娅·马费伊（義大利語：Cecilia Maffei，1984年11月19日—），意大利女子短道速度滑冰运动员。她曾代表意大利参加2010年和2018年冬季奥林匹克运动会短道速度滑冰比赛，获得一枚银牌。